# テゴマスのうた
『テゴマスのうた』は、テゴマスの1枚目のオリジナルアルバム。 2009年7月15日にジャニーズ・エンタテイメントから発売された。

## 概要
自身初のアルバム。初回生産限定盤と通常盤の2形態リリース。
本作発売1週間前に発売された「七夕祭り」は未収録。

## 収録曲

### CD
※「雨のち晴れ」以降、通常盤のみ収録。シングル曲の解説はそのページを参照。
1. ミソスープ
  - 1stシングル
2. キッス〜帰り道のラブソング〜
  - 2ndシングル
3. たったひとつだけ
作詞：PA-NON、作曲：木村篤史、編曲：DANCE☆MAN
4. 夏への扉
作詞・作曲：桜井秀俊（from 真心ブラザーズ）、編曲：岩田雅之
5. What's going on?
作詞：MISAKI、作曲：ワタタク、編曲：村山晋一郎、コーラスアレンジ：佐々木久美
6. くしゃみ
作詞：RYOKa、作曲：泉典孝、編曲：林部直樹
7. サヨナラ僕の街
作詞・作曲・編曲：渡和久（from 風味堂）
8. HIGHWAY
作詞：PA-NON、作曲：伊橋成哉、編曲：船山基紀
9. POWER OF EARTH
作詞：RYOKa、作曲：Ole Jorgen Olsen / Thomas Who、編曲：知野芳彦
10. 四季彩
作詞：板橋カナオ、作曲：上妻宏光、編曲：木村篤史
11. 片想いの小さな恋
作詞：zopp、作曲：北野正人、編曲：大坪直樹
  - テレビ東京系アニメ『ネオ アンジェリーク Abyss』第2期エンディングテーマ
12. アイアイ傘
  - 3rdシングル
13. 雨のち晴れ
作詞：zopp、作曲・編曲：Shusui / Fredrik Hult / Per Nylin
14. チキンボーヤ
作詞：増田貴久、作曲：手越祐也、編曲：中野雄太
15. Miso Soup
  - 1stシングルのスウェーデン語バージョン

### DVD
※初回生産限定盤のみ
1. 「アイアイ傘」発売LIVEイベント 2008.06.17
  1. ミソスープ
  2. もしも僕がポチだったら・・・
  3. 僕らのうた
  4. アイアイ傘
  5. キッス 〜帰り道のラブソング〜
  6. オフショット
2. Tegomass in Sweden 2006.11.13-11.16

## チャート
| チャート（2009年）                            | 最高位 |
| --------------------------------------------- | ------ |
| オリコン週間                                  | 5      |
| オリコン月間                                  | 10     |
| Billboard JAPAN Top Albums                    | 1      |
| サウンドスキャンジャパン（初回限定盤 CD+DVD） | 3      |